# Piazza della Cisterna
Piazza della Cisterna è, con la piazza del Duomo, una delle due più importanti piazze di San Gimignano.

## Storia

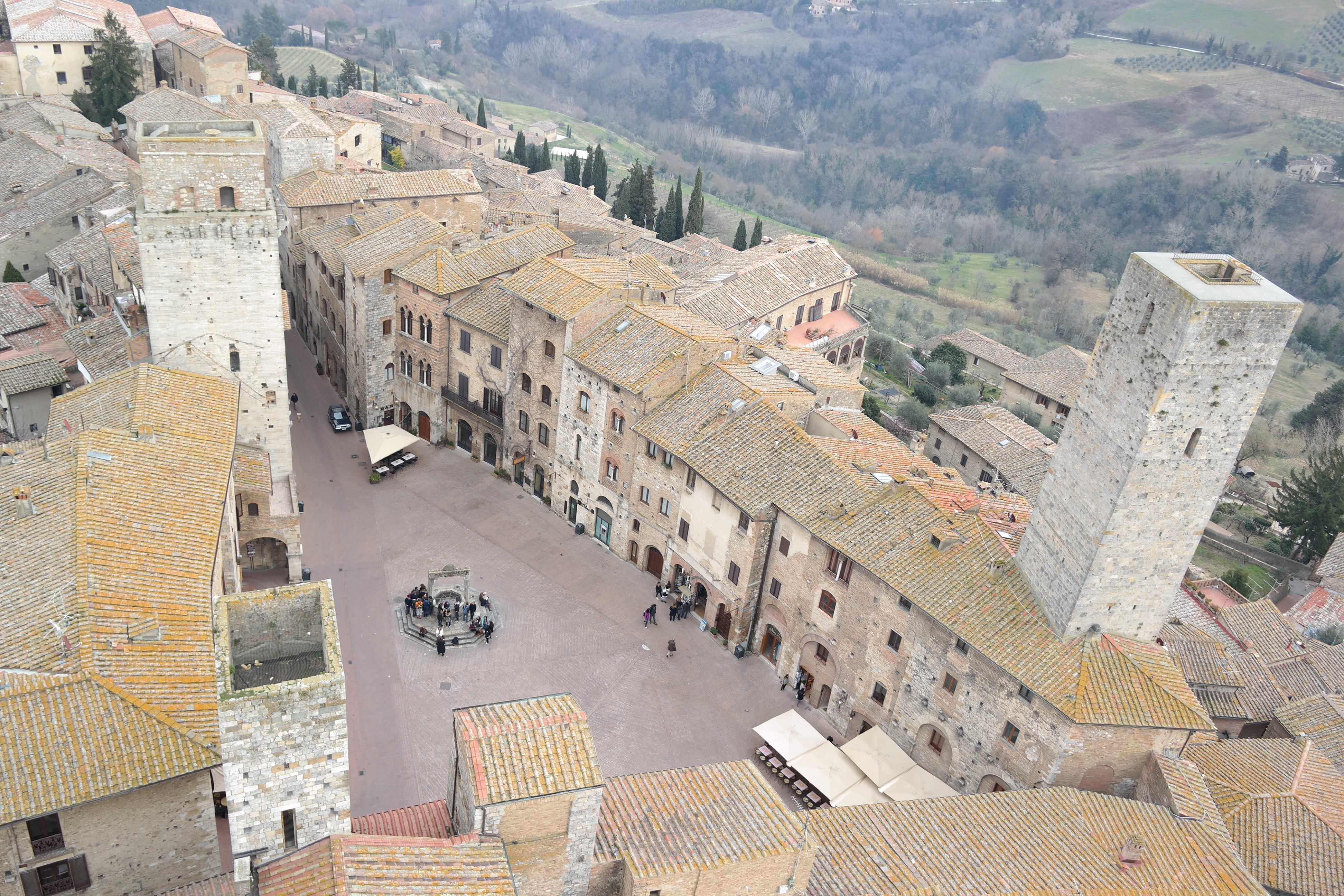
La piazza vista dalla Torre Grossa

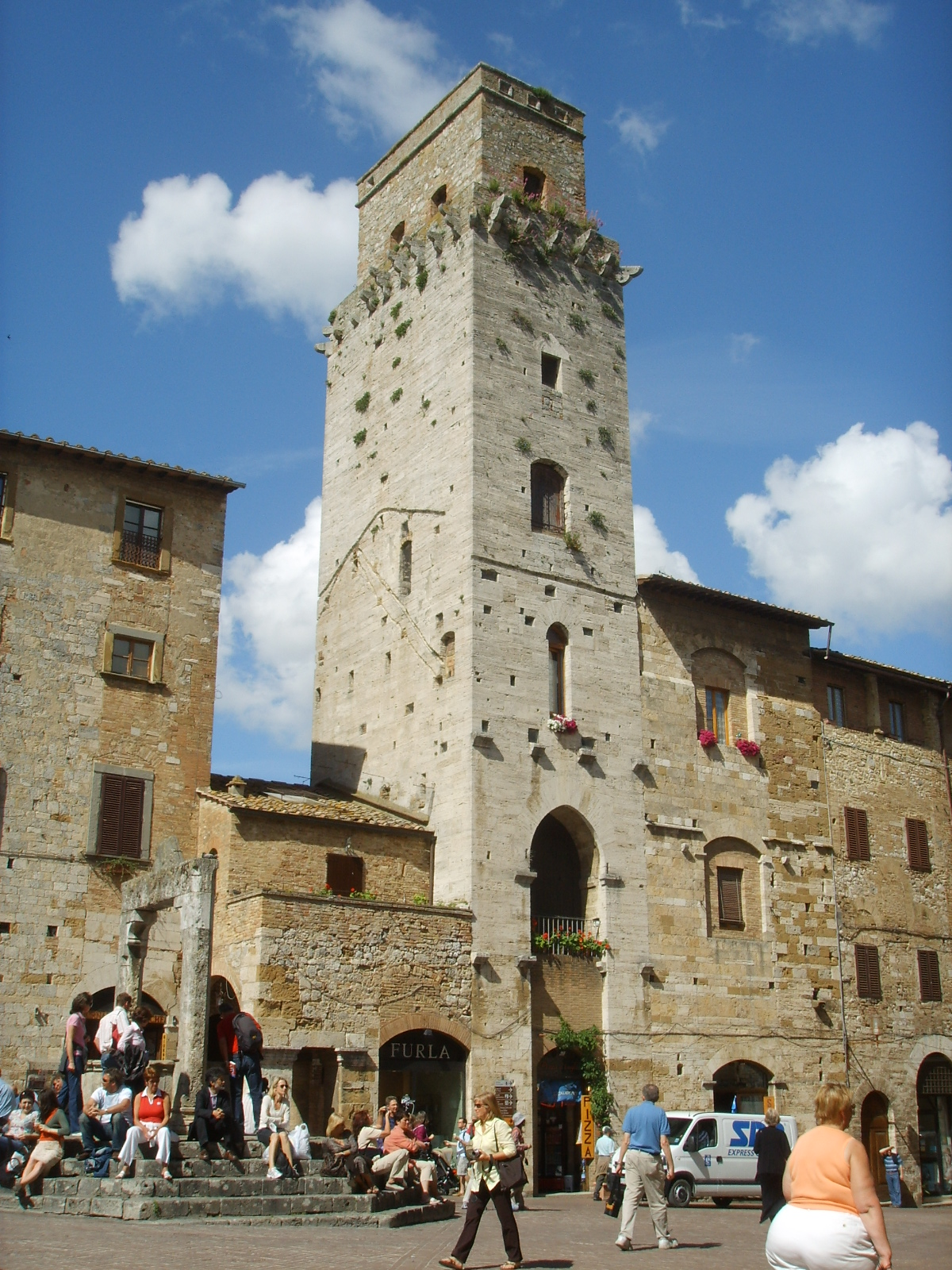
La Torre del Diavolo

La piazza si trovava all'incrocio tra le due direttrici principali del borgo alto medievale (la via Francigena sull'asse nord-sud e la via Pisa-Siena sull'asse est-ovest). Se la piazza del Duomo ambivalente sia come centro religioso che politico (vi si trovano sia la Collegiata che i due palazzi del Podestà), la piazza della Cisterna era destinata al mercato ed a palcoscenico per feste e tornei. La sistemazione attuale risale al Duecento, secondo le disposizioni del Comune ghibellino.
La piazza prende il nome dalla sottostante cisterna per l'acqua del 1287, sormontata da una monumentale vera di pozzo in travertino su piedistallo ottagonale, ampliata nel 1346 sotto il podestà Guccio Malavolti, posta in posizione leggermente decentrata.

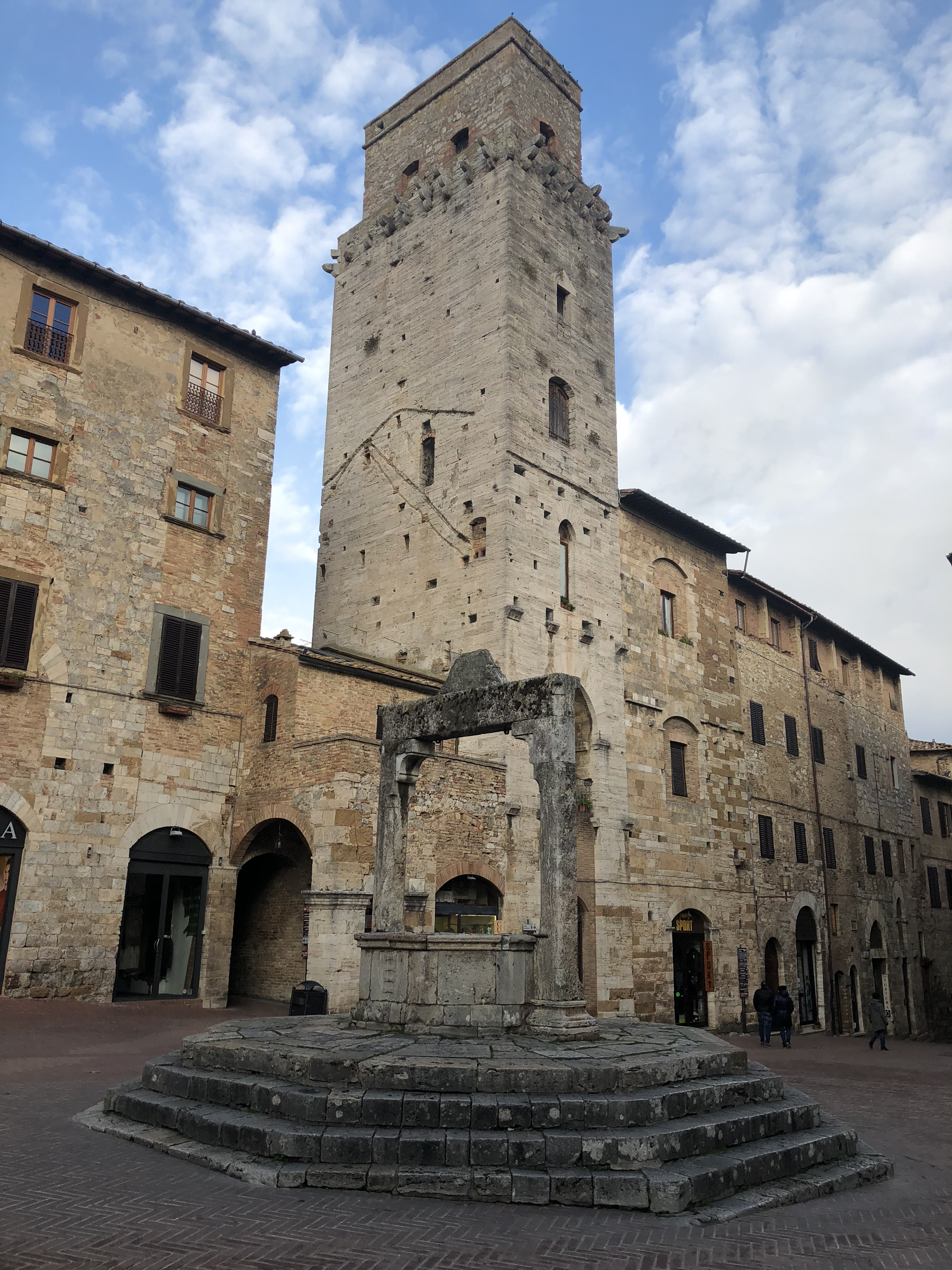
La cisterna che da il nome alla piazza; sullo sfondo la Torre del diavolo

## Descrizione
La piazza ha una forma triangolare con una lieve pendenza naturale ed è collegata alla vicina piazza del Duomo da un passaggio aperto. La pavimentazione è ammattonata a spina di pesce e sui lati si dispone una straordinaria cortina di case nobiliari e torri medievali. 
A partire dal lato sud-ovest, si incontra nell'estremità meridionale l'arco dei Becci, antica porta cittadina della prima cerchia delle mura alto-medievali. La porta è affiancata dai massicci parallelepipedi delle torri dei Becci (a sinistra) e dei Cugnanesi (a destra).
Proseguendo verso destra, gli edifici più significativi si trovano nelle vicinanze della cisterna: palazzo Razzi, Casa Salvestrini (già ospedale) e palazzo Tortoli accanto ad una torre mozza già appartenuta al capitano del popolo.
Passato l'accesso a via di Castello, il lato settentrionale è caratterizzato dal palazzo dei Cortesi e la suggestiva torre del Diavolo, affiancata dalle case dei Cattani.
Il lato occidentale è impreziosito da varie torri, come le gemelle torri degli Ardinghelli e la torre di palazzo Pellari.